# 25 років незалежності України (срібна монета)
«25 ро́ків незале́жності Украї́ни» — срібна ювілейна монета номіналом 20 гривень, випущена Національним банком України. Присвячена відновленню української державності в новітній період історії. Акт проголошення незалежності України, прийнятий Верховною Радою України 24 серпня 1991 року, став для народу України доленосним історичним документом, який відобразив віковічні прагнення українців до створення самостійної, соборної, суверенної і демократичної України.
Монету введено в обіг 17 серпня 2016 року. Вона належить до серії «Відродження української державності».

## Опис монети та характеристики
| Номінал грн. | Метал            | Маса, г      | Діаметр, мм | Якість виготовлення | Гурт                            | Тираж, штук |
| ------------ | ---------------- | ------------ | ----------- | ------------------- | ------------------------------- | ----------- |
| 20           | срібло 925 проби | 62,2 / 67,25 | 50,0        | пруф                | гладкий із заглибленими написом | 3 500       |

### Аверс
На аверсі монети розміщено: на тлі символічної композиції з букв «Я» напис «УКРАЇНА» (з латентним зображенням), над яким — малий Державний Герб України; унизу на дзеркальному тлі напис — рядок із вірша І. Франка «Не пора» …"НАМ ПОРА ДЛЯ УКРАЇНИ ЖИТЬ"!, номінал «20 ГРИВЕНЬ» та рік карбування монети «2016».

### Реверс
На реверсі монети на тлі стилізованого букета зображено мапу України з жовто-блакитним прапором (елемент оздоблення — емаль) та написи «25 РОКІВ» (над картою), «НЕЗАЛЕЖНОСТІ УКРАЇНИ» (на карті).

## Автори

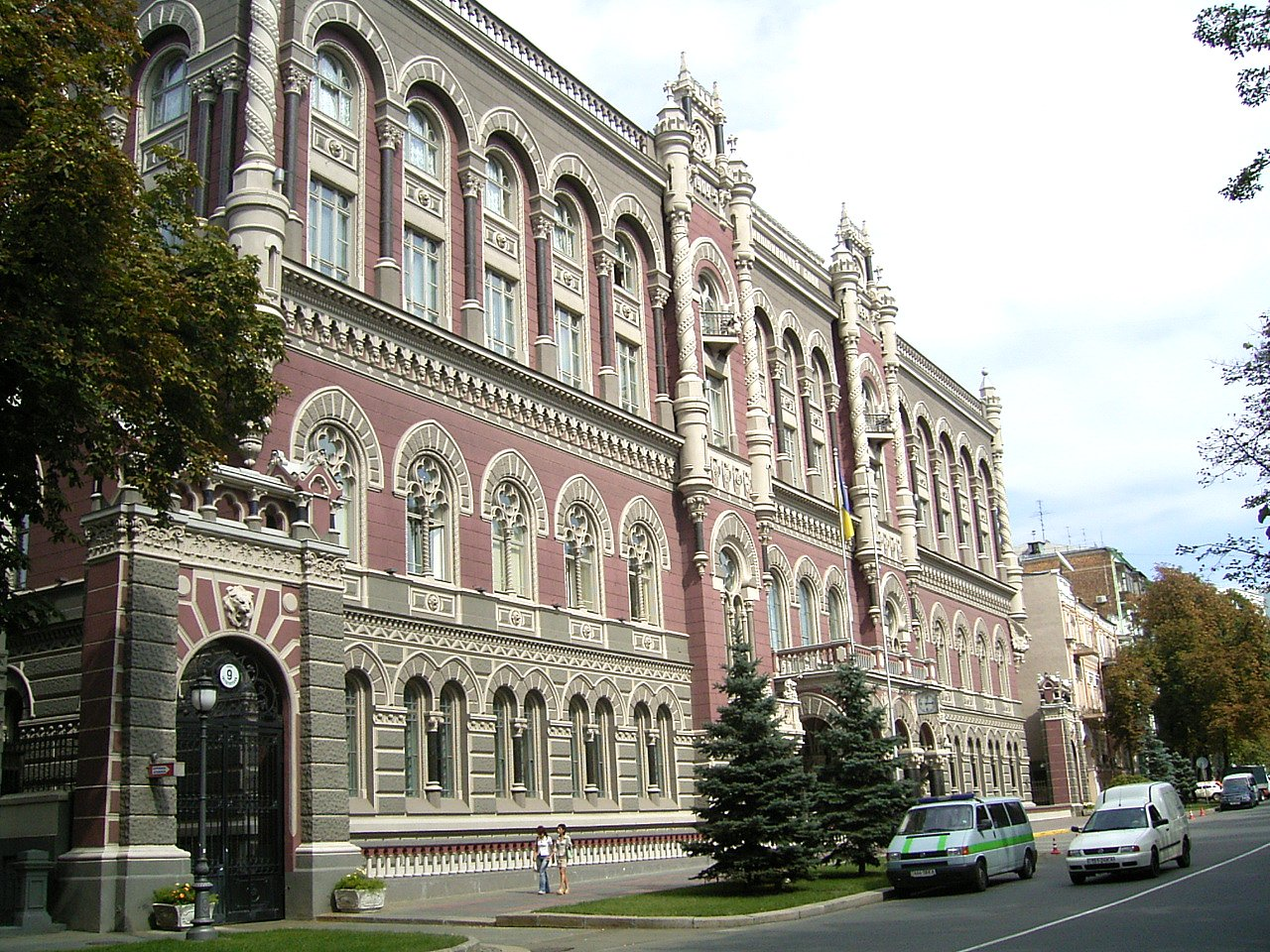
Будівля Національного банку України

- Художники: Таран Володимир, Харук Олександр, Харук Сергій.
- Скульптори: Дем'яненко Анатолій, Дем'яненко Володимир.

## Вартість монети
Під час введення монети в обіг у 2016 році, Національний банк України реалізовував монету через свої філії за ціною 1992 гривні.
Фактична приблизна вартість монети з роками змінювалася так:
| Рік        | 2017  | 2018  | 2019  | 2020  | 2021  | 2022  | 2023  | 2024   | 2025   |
| ---------- | ----- | ----- | ----- | ----- | ----- | ----- | ----- | ------ | ------ |
| Ціна, грн. | 2 500 | 2 200 | 2 300 | 2 300 | 3 300 | 3 400 | 6 000 | 12 000 | 11 800 |